# Pselaphorhynchites insularis
Espèce
Pselaphorhynchites insularis est une espèce d'insectes coléoptères appartenant à la famille des Attelabidae.